# Bomberman World (arcade)
Bomberman World (en Japón) es un videojuego de arcade lanzado por Irem bajo licencia de Hudson Soft. Es parte de la serie de Bomberman. Fue el segundo juego de Bomberman lanzado para arcades, siendo precedido por Bomberman, que también fue lanzado por Irem.
Este juego también es llamado New Atomic Punk - Global Quest en Estados Unidos, y New DynaBlaster - Global Quest en Europa.